# ليلى سانت ماثيو دانيال
ليلى سانت ماثيو دانيال (بالإنجليزية: Laila St. Matthew-Daniel)‏ (من مواليد 14 فبراير 1953 في لاغوس، نيجيريا ) هي مدربة تنفيذية ومدربة قيادة ومتحدثة ومؤلفة وناشطة حقوق المرأة وكاتبة.    وهي مؤسس ورئيسة ACTS Generation GBV ،  وهي منظمة غير حكومية تحارب العنف المنزلي وإساءة معاملة الأطفال في نيجيريا . وقد نظمت العديد من الاحتجاجات من أجل حقوق المرأة والطفل، كما نظمت الاحتجاج الأول ضد اختطاف تشيبوك -بوكو حرام. وقد نظمت العديد من الندوات وورش العمل للتوعية لتمكين المرأة في قضايا إتقان الذات، والوعي الذاتي، وتحقيق الذات.  